# Kursela
Kursela és un poble al districte de Katihar de l'estat de Bihar, Índia.

## Geografia
Es troba a 25° 27′ 0″ N, 87° 15′ 0″ E / 25.45000°N,87.25000°E i a 25 m per damunt del nivell del mar.

## Història
Fou un estat tributari protegit, del tipus zamindari, a Bihar, un dels zamindaris més grans d'aquest territori; tenia uns ingressos d'un milió de rupies. Els governants eren rajputs sisòdia, zamindaris menors de Barh-Rupas al districte de Patna, i Raja Ayodhya Prasad Singh va comprar el zamindari el 1881. El seu fill Raja Bahadur Raghubansh Prasad Singh (fill), nascut el 1895, va rebre el títol de rajà bahadur i fou un notable filantrop. Els zamindaris foren expropiats per llei el 1953 i les terres confiscades el 1955. Va morir el 1980.